# تجمع الغليلة (المهرة)

تعديل مصدري - تعديل

تجمع الغليلة هو "تجمع بدوي" في  مديرية المسيلة التابعة لمحافظة المهرة، بلغ تعداد سكانها 13 نسمة حسب تعداد اليمن لعام 2004.